# Ed Moses
Glenn Edward Moses Jr. (Loma Linda, 7 de junio de 1980) es un ex nadador competición estadounidense y especialista en pruebas de estilo braza, medallista de oro olímpico, campeón mundial y ex poseedor del récord mundial. Representó a los Estados Unidos en los Juegos Olímpicos de Verano de 2000, donde ganó una medalla de oro y plata.
El 23 de enero de 2002 en Estocolmo, Suecia, Moses estableció un récord mundial en la carrera corta de 100 metros braza (57.47). En enero de 2002, Moses también estableció la marca mundial en el recorrido corto de 200 metros braza, que volvió a bajar con un tiempo de 2:02.92 en Berlín el 17 de enero de 2004.

## Carrera deportiva
Moses nació en Loma Linda, California. Es hijo del coronel de la Fuerza Aérea estadounidense Glenn Edward y de la maestra de escuela Sissy Moses. No comenzó a nadar durante todo el año hasta su último año de secundaria.
Moses fue parte del equipo de natación de la Universidad de Virginia y ganó en los eventos de 100 y 200 metros braza en los Campeonatos de la División I de la NCAA de 2000, estableciendo récords mundiales para ambos eventos (en 2000, las NCAA eran metros de recorrido corto nado, lo que permitió récords mundiales). Se graduó de la Universidad de Virginia en 2005 con un título en medicina deportiva. También se ha ofrecido como asistente de entrenador en la Universidad. 
Durante su preparación para los Juegos Olímpicos de 2000, Moses rompió un récord estadounidense en las Pruebas Olímpicas de EE. UU. 2000. En los Juegos Olímpicos de 2000 ganó dos medallas: plata en los 100 metros braza y oro como miembro del relevo combinado 4×100 que estableció récords mundiales en Estados Unidos. 
El 5 de noviembre de 2010 SwimmingWorld.TV anunció que Ed Moses haría un regreso al mundo deportivo. Como parte de su vuelta a la natación, Moses nadó en los Nacionales de Curso Corto Masters de EE. UU. 2011. 

### Post natación
Moses continuó su carrera deportiva como golfista semiprofesional. Fue cofundador de MoJo Marketing & Media, una empresa de consultoría de contenido creativo. Actualmente se desempeña como vicepresidente. También está cursando un MBA en UCLA Anderson School of Management

## Carrera televisiva
En 2009, Moses apareció en Big Break Disney Golf de Golf Channel, donde fue eliminado en el primer episodio.
En 2017, apareció como concursante en la serie de telerrealidad de Netflix Ultimate Beastmaster, terminando segundo en su episodio.
Moses participó en el programa de televisión Mental Samurai el 16 de abril de 2019. Respondió correctamente a 10 de las 12 preguntas, pero luego se le acabó el tiempo. 